# Гриффин, Кимани
Кимани Гриффин (англ. Kimani Griffin; род. 2 июля 1990 года, Уинстон-Сейлем, США) — американский конькобежец, призёр командного спринта IV-го этапа Кубка мира по конькобежному спорту сезона 2016/2016 года. Участник зимних Олимпийских игр 2018 года.

## Биография
Кимани Гриффин родился в городе Уинстон-Сейлем, штат Северная Каролина, США. С семилетнего возраста занимался катанием на роликовых коньках. Перешёл в конькобежный спорт в 2010 году для того, чтобы выиграть олимпийскую медаль и посвятить её своей семье. Гриффин многократный призёр американских юношеских, региональных и национальных соревнований (American Cup Final, American Cup 2, Champions Challenge). В национальной сборной за его подготовку отвечает тренер Мэтт Кореман (англ. Matt Kooreman). Обучался в Государственном университете Колумбус по специальности — музыкант.
Золотой медалью завершилось выступление Гриффина во время IV-го этапа Кубка мира по конькобежному спорту сезона 2016/2016 года, проходившем в голландском городе Херенвен. 10 декабря на катке Тиалф во время командного спринта среди мужчин с итоговым результатом 1:19.97 (100 баллов) команда из США заняла первое место, обогнав соперников из Канады (1:20.29 (+0.32), 80 баллов — 2-е место) и Польши (1:20.58 (+0.61), 70 баллов — 3-е место).
На зимних Олимпийских играх 2018 года Кимани Гриффин дебютировал в забеге на 500 м. 19 февраля 2018 года на Олимпийском Овале Каннына в забеге на 500 м он финишировал с результатом 35.38 (+0.97). В итоговом зачёте Кимани занял 26-е место.